# Brooke Pratley
Brooke Pratley, född den 6 april 1980 i Goulburn i Australien, är en australisk före detta roddare.
Hon tog OS-silver i dubbelsculler i samband med de olympiska roddtävlingarna 2012 i London.